# Maidstone (borough)

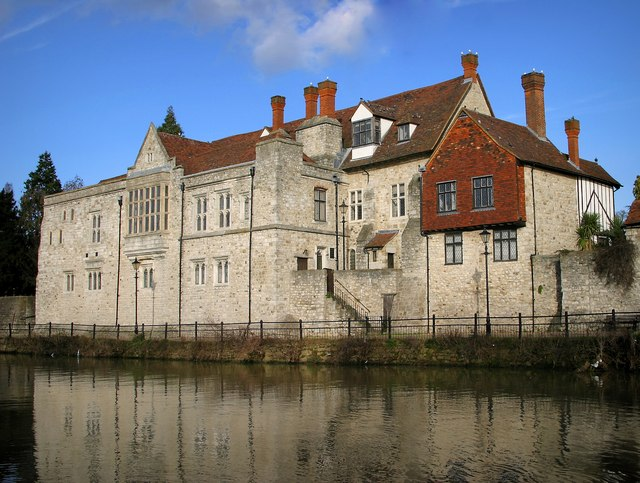
Archbishops Palace w Maidstone

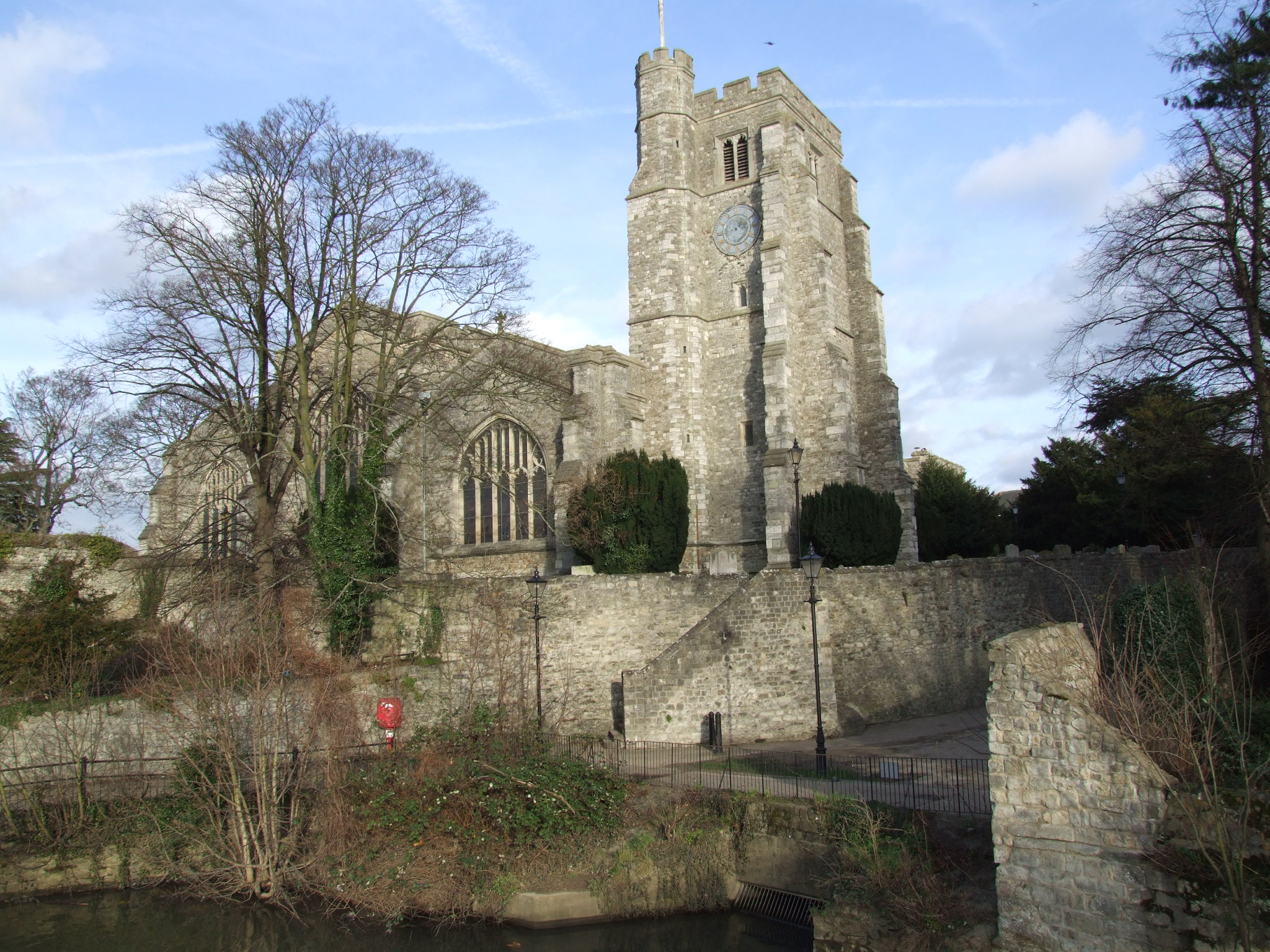
Kościół All Saints w Maidstone

Borough of Maidstone – dystrykt w Anglii, w środkowej części hrabstwa Kent. Centrum administracyjne dystryktu znajduje się w Maidstone.
Dystrykt ma powierzchnię 393,3 km², od północy graniczy z dystryktami Swale i Medway, od zachodu z dystryktem Tonbridge and Malling, od południa z dystryktem Tunbridge Wells, zaś od  wschodu z dystryktem Ashford w hrabstwie Kent. Zamieszkuje go  155 143 osób.
Na terenie dystryktu znajdują się zamki Leeds i Allington, ruiny normańskiego zamku z XII wieku, a także pochodzący z XIV wieku dawny Pałac Arcybiskupi. Ponadto w Maidstone mieści się jeden z kampusów University for the Creative Arts.

## Podział administracyjny
Dystrykt obejmuje miasto Maidstone oraz 41 civil parish:
| - Barming - Bearsted - Bicknor - Boughton Malherbe - Boughton Monchelsea - Boxley - Bredhurst - Broomfield and Kingswood - Chart Sutton - Collier Street - Coxheath - Detling - Downswood - East Farleigh - East Sutton - Frinsted - Harrietsham - Headcorn - Hollingbourne - Hucking - Hunton | - Langley - Leeds - Lenham - Linton - Loose - Marden - Nettlestead - Otham - Otterden - Staplehurst - Stockbury - Sutton Valence - Teston - Thurnham - Tovil - Ulcombe - West Farleigh - Wichling - Wormshill - Yalding |

Dystrykt dzieli się na 19 okręgów wyborczych:
| - Allington - Barming - Bearsted - Boughton Monchelsea and Chart Sutton - Boxley - Bridge - Coxheath and Hunton - East - Fant - Headcorn | - Heath Ward - High Street - Marden and Yalding - North Downs - North - Park Wood - Shepway North - Shepway South - South |

Zamek Leeds

## Demografia
W 2011 roku dystrykt Maidstone miał 155 143 mieszkańców. Zgodnie ze spisem powszechnym z 2011 roku dystrykt zamieszkiwało 1526 osób urodzonych w Polsce.
Podział mieszkańców według grup etnicznych na podstawie spisu powszechnego z 2011 roku:
| - Biali Brytyjczycy: 138 235 (89,1%) - Biali Irlandczycy: 955 (0,6%) - Irish Travellers: 838 (0,5%) - Pozostali biali: 5 968 (3,8%) - Mieszani Karaibowie: 625 (0,4%) - Mieszani Afrykanie: 319 (0,2%) - Mieszani Azjaci: 841 (0,5%) - Pozostali mieszani: 560 (0,4%) - Hindusi: 1226 (0,8%) | - Pakistańczycy: 340 (0,2%) - Banglijczycy: 381 (0,2%) - Chińczycy: 461 (0,3%) - Pozostali Azjaci: 2535 (1,6%) - Czarni Afrykanie: 867 (0,6%) - Czarni Karaibowie: 356 (0,2%) - Pozostali czarni: 157 (0,1%) - Arabowie: 140 (0,1%) - Pozostałe grupy etniczne: 339 (0,2%) |

Podział mieszkańców według wyznania na podstawie spisu powszechnego z 2011 roku:
- Chrześcijaństwo –  62,9%
- Islam – 1,1%
- Hinduizm – 1,0%
- Judaizm – 0,1%
- Buddyzm – 0,6%
- Sikhizm – 0,1%
- Pozostałe religie – 0,4%
- Bez religii – 26,7%
- Nie podana religia – 7,1%

## Transport i komunikacja

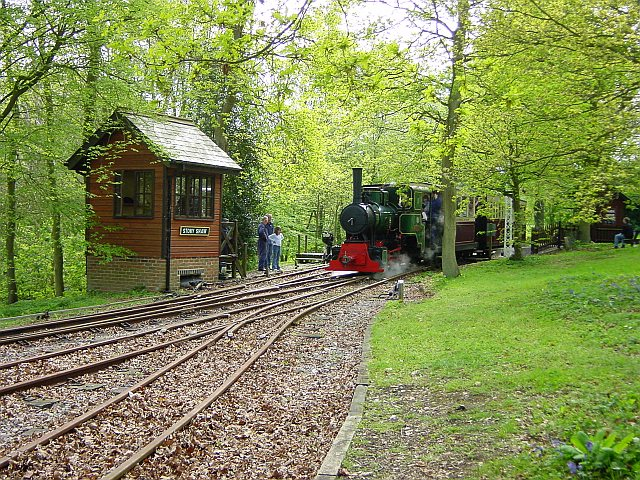
Bredgar and Wormshill Light Railway

Na terenie dystryktu znajdują się następujące stacje kolejowe:
- Bearsted
- Beltring
- East Farleigh
- Harrietsham
- Headcorn
- Hollingbourne
- Lenham
- Maidstone Barracks
- Maidstone East
- Maidstone West
- Marden
- Staplehurst
- Yalding

Przez dystrykt przechodzą autostrady M2 i M20 a także droga A20 łącząca Dover z centrum Londynu.
Między miejscowościami Wormshill a Bredgar w dystrykcie Swale na trasie o długości 600 metrów kursuje kolej wąskotorowa Bredgar & Wormshill Light Railway.

## Inne miejscowości
Allington, Barming Heath, Bearsted, Bedmonton, Benover, Bexon, Bicknor, Boughton Green, Boughton Malherbe, Boughton Monchelsea, Boxley, Broomfield, Caring, Chainhurst, Chart Sutton, Collier Street, Coxheath, Detling, East Barming, East Farleigh, Frinsted, Grove Green, Harrietsham, Hawkenbury, Headcorn, Hollingbourne, Horden, Hunton, Kingswood, Kit's Coty, Langley, Leeds, Lenham, Linton, Loose, Marden, Marley, Nettlestead Green, Nettlestead, New Hythe, Otham, Otterden, Penenden Heath, Platts Heath, Sandway, Shepway, Stockbury, Sutton Valence, Thurnham, Tovil, Ulcombe, West Farleigh, Wormshill, Yalding.